# 테오 에르난데스
테오 베르나르 프랑수아 에르난데스(프랑스어: Théo Bernard François Hernandez, 프랑스어 발음: [teo ɛʁnɑ̃dɛz, - ɛʁnandɛs], 1997년 10월 6일~)는 프랑스의 축구 선수로 포지션은 왼쪽 풀백이다. 현재 사우디 프로페셔널리그의 알힐랄과 프랑스 축구 국가대표팀에서 활동하고 있으며 축구인 장프랑수아 에르난데스의 둘째 아들, 축구 선수 루카스 에르난데스의 동생이다.

## 구단 경력

### 아틀레티코 마드리드
프랑스 마르세유에서 태어난 테오 에르난데스는 2006년 라요 마하다온다에서 축구를 시작했고 2007년에 아틀레티코 마드리드 유소년 팀으로 이적했다. 2015년 8월 30일, CD 푸에타 보니타와의 친선경기에서 아틀레티코 마드리드 B 데뷔 경기를 가졌다.

### 알라베스
2016년 8월 4일, 아틀레티코 마드리드와 2021년 6월 30일에 만료되는 새로운 계약을 체결한 테오 에르난데스는 계약 체결 후 알라베스에서 2017년 6월 30일까지 뛰는 임대계약을 체결했다.

#### 2016-17 시즌
2016년 8월 28일, 알라베스와 스포르팅 히혼과의 16-17시즌 라리가 2라운드에서 선발로 출전하면서 라리가 데뷔전을 가졌다.

### 레알 마드리드
2017년 7월 5일,  아틀레티코 마드리드의 라이벌 팀 레알 마드리드가 테오 에르난데스의 바이아웃 2400만 유로를 아틀레티코에게 지불하면서 테오는 아틀레티코에서 레알 마드리드로 이적했고, 레알 마드리드와 6년 동안 유효한 새로운 계약을 체결했다. 아틀레티코가 테오에게 새로운 재계약을 제시했지만 테오는 아틀레티코의 재계약 제의를 거절하고 레알 마드리드 이적을 선택했다.

### 레알 소시에다드
2018년 8월 10일, 레알 마드리드가 레알 소시에다드와 테오 에르난데스에 관한 임대계약을 체결하면서 테오는 레알 소시에다드로 한 시즌 동안 임대되었다.

### AC 밀란
2019년 7월 6일, 테오는 레알 마드리드에서 AC 밀란으로 이적했다. 이적료는 2000만 유로이며 계약 기간은 5년이다.

#### 2021-22 시즌
2022년 2월 11일, 테오는 밀란과 2026년 6월 30일에 만료되는 5년 재계약을 체결했다.

#### 2022-23 시즌
2023년 4월 12일, 테오는 스타디오 주세페 메아차에서 밀란이 나폴리를 1대 0으로 이긴 22-23 UEFA 챔피언스리그 8강 1차전에서 선발로 출전했다. 테오는 70분 앙드레프랑크 잠보 앙기사에게 파울을 당했고 잠보 앙기사는 이 파울로 첫 번째 옐로카드를 받았다. 테오는 74분 발을 높이 든 잠보 앙기사와 충돌하며 다시 파울을 당했다. 잠보 앙기사는 이 파울로 두 번째 옐로카드를 받아 그라운드에서 퇴장되었다.
2023년 4월 15일, 테오는 스타디오 레나토 달라라에서 밀란이 볼로냐에게 1대 1로 비긴 22-23 세리에 A 30라운드에서 교체 명단에 포함되었고 경기에 출전하지 않았다.
2023년 4월 19일, 테오는 스타디오 디에고 아르만도 마라도나에서 밀란이 나폴리와 1대 1로 비긴 22-23 UEFA 챔피언스리그 8강 2차전에서 선발로 출전했다. 6분 테오는 나폴리의 코너킥을 막았고 41분 터치라인에서 이르빙 로사노와 몸싸움을 한 후 로사노에게 포효해 둘이 서로 충돌하기도 했다. 45분 테오는 빅터 오시멘에게 파울을 범해 옐로카드를 받았고 87분 나폴리의 코너킥을 막았다. 밀란은 총합 2대 1로 나폴리를 이기고 챔피언스리그 4강에 진출했다.
테오는 2023년 6월 25일, 2021-22 시즌에 이어 AC 밀란 2022-23 시즌 최고의 골 상을 받은 선수가 되었다.

#### 2023-24 시즌
8월 21일, 테오는 스타디오 레나토 달라라에서 밀란이 볼로냐 FC 1909를 2대 0으로 이긴 2023-24 시즌 세리에 A 1라운드에서 왼쪽 풀백 자리에서 선발 출전했다. 그는 1분에 볼로냐의 코너킥을 방어했고 5분에 당 은도이에게 파울을 받아 밀란의 프리킥을 하나 획득했다. 그는 16분에 크리스천 풀리식이 획득한 프리킥의 키커로 나와 중앙으로 공을 올렸으나 삼 뵈케마가 머리로 프리킥을 막았고 39분에 경기장 왼쪽에서 돌파하던 하파엘 레앙의 패스를 경기장 중앙으로 올라오면서 받았으나 우카시 스코룹스키가 공격 기회를 저지했다. 테오는 40분 부상을 당했으나 큰 부상이 아니어서 다른 선수와 교체되지 않았고 51분 자신에게 주어지지 않은 파울에 관해 주심에게 항의했다가 옐로카드를 받았다.
8월 26일, 테오는 스타디오 주세페 메아차에서 밀란이 토리노 FC를 4대 1로 이긴 2023-24 시즌 세리에 A 2라운드에서 왼쪽 풀백 자리에서 선발 출전했다. 그는 3분에 하파엘 레앙의 크로스를 페널티박스 왼쪽에서 받아 머리로 공의 방향을 바꿨지만 공은 오른쪽으로 벗어났고 4분에 다비데 칼라브리아에게 공을 보냈지만 칼라브리아의 공격은 무산되었다. 그는 12분 테이야니 레인더르스에게 공을 받아 페널티박스 바깥에서 왼발로 공을 찼지만 공은 오른쪽으로 벗어났고 13분 토리노의 선수에게 파울을 범했다. 그는 20분 루빈 로프터스치크에게 공을 받아 페널티박스 바깥에서 왼발로 공을 찼지만 공은 오른쪽으로 벗어났고 39분 주심에게 옐로카드를 받았다. 테오는 47분 레앙의 패스를 토리노의 골대 왼쪽 아래에서 받아 왼발로 공을 차 밀란의 3번째 골을 만들었다. 그는 54분 토리노의 선수에게 파울을 범했고 87분 알레산드로 플로렌치와 교체되었다.
9월 1일, 테오는 스타디오 올림피코에서 밀란이 AS 로마를 2대 1로 이긴 2023-24 시즌 세리에 A 3라운드에서 왼쪽 풀백 자리에서 선발 출전했다. 그는 2분 브리안 크리스탄테와 충돌했으나 주심에 의해 저지되었고 22분 왼쪽에서 풀리식을 향해 크로스를 올렸으나 풀리식의 공격은 후이 파트리시우에게 막혔다. 44분 테오는 왼쪽 미드필더 지역에서 공을 받아 로마의 페널티 구역까지 공과 함께 돌파했으나 테오의 공격은 로마의 수비수들에게 막혔다. 94분 로마의 코너킥을 막았다.

## 국가대표팀 경력

### 프랑스 A

#### UEFA 유로 2024 예선
2023년 3월 16일, 테오는 2023년 3월 24일, 27일  UEFA 유로 2024 예선에서 네덜란드와 아일랜드를 상대할 프랑스 축구 국가대표팀 선수단에 발탁되었다. 3월 24일, 테오는 프랑스와 네덜란드의 UEFA 유로 2024 예선 B조 1차전에서 선발출전했고 90분 도니얼 말런에 파울을 범해 옐로카드를 받았다. 3월 27일, 테오는 프랑스와 아일랜드와의 UEFA 유로 2024 예선 B조 2차전에서 선발출전했고 32분 에두아르도 카마빙가의 패스를 파이널 서드에서 받아 왼발로 페널티 지역을 향해 공을 찼으나 공은 앙투안 그리즈만의 발을 맞고 골문 밖으로 벗어났다.
2023년 5월 31일, 테오는 2023년 6월 16일, 19일에 지브롤터와 그리스를 상대할 프랑스 대표팀 선수단에 포함되었다.
2023년 8월 31일, 테오는 2023년 9월 7일 아일랜드 축구 국가대표팀과 12일 독일 축구 국가대표팀을 상대할 프랑스 대표팀 선수단에 포함되었다.

## 개인사
테오 에르난데스는 2020년 6월부터 이탈리아인 모델 초에 크리스토폴리(이탈리아어: Zoe Cristofoli)와 사귀고 있고 2022년 4월 7일, 둘 사이에서 아들 테오 쥐니오르 에르난데스(프랑스어: Théo Junior Hernandez)가 태어났다. 테오는 2023년 4월 7일 아들 테오 쥐니오르 에르난데스의 1살 생일을 축하하는 글을 인스타그램에 올렸는데 이 글에 22-23 UEFA 챔피언스리그 8강전에서 AC 밀란과 대결하는 SSC 나폴리의 팬들이 테오와 그의 아들에게 악성 댓글들을 달았다.

## 수상 내역
데포르티보 알라베스
- 코파 델 레이 준우승: 2016–17[28]

 레알 마드리드
- 수페르코파 데 에스파냐: 2017[29]
- UEFA 챔피언스리그: 2017-18[30]
- UEFA 슈퍼컵: 2017[31]
- FIFA 클럽 월드컵: 2017[32]

 AC 밀란
- 세리에 A: 2021-22[33]
- 수페르코파 이탈리아나: 2024

 프랑스
- UEFA 네이션스리그: 2020-21[34]
- FIFA 월드컵 준우승: 2022[35]

개인
- AC 밀란 시즌 최고의 득점: 2022-23[36]
- AC 밀란 시즌의 선수: 2019-20[37]
- 세리에 A 올해의 팀: 2019-20[38], 2020-21[39], 2021-22[40], 2022-23[41]
- 세리에 A 이달의 득점: 2022년 5월[42], 2023년 5월[43]
- 세리에 A 시즌의 득점: 2021-22[44]
- ESM 시즌의 팀: 2022-23[45]